# D
D, d (gọi là "dê" hay "đê" tùy thuộc vào ngôn ngữ sử dụng là tiếng Việt hay tiếng nước ngoài) là một chữ cái thuộc bảng chữ cái Latinh. Tuỳ thuộc vào số chữ cái đứng trước chữ d trong bảng chữ cái mà thứ tự của chữ d trong bảng chữ cái La-tinh của ngôn ngữ này có thể giống hoặc khác với thứ tự của chữ d trong bảng chữ cái của ngôn ngữ khác. Chữ d là chữ cái thứ sáu trong bảng chữ cái chữ Quốc ngữ và tiếng Hungary, chữ cái thứ tư trong bảng chữ cái tiếng Anh và tiếng Pháp.